# Aneuroscelio rufipes
Aneuroscelio rufipes är en stekelart som beskrevs av Jean-Jacques Kieffer 1913. Aneuroscelio rufipes ingår i släktet Aneuroscelio och familjen Scelionidae. Inga underarter finns listade i Catalogue of Life.